# Marie Haupt
Pour les articles homonymes, voir Haupt.
Marie Haupt, née à Dantzig le 18 avril 1849 et décédée à Leipzig en 1928 est une soprano lyrique allemande de la seconde moitié du XIXe siècle. Elle est surtout connue aujourd'hui comme créatrice de plusieurs rôles lors la première présentation complète de Der Ring des Nibelungen, de Richard Wagner au tout premier Festival de Bayreuth en 1876.

## Biographie
Née à Dantzig, en province de Prusse, Maria Haupt étudie à Berlin avec la grande prima donna Pauline Viardot et du pédagogue renommé Edouard Mantius. Elle fait ses débuts professionnels à l'opéra en 1870 au Théâtre de la Cour de Neustrelitz. Des engagements ultérieurs la conduisent au Théâtre Municipal de Szczecin et de l'Opéra d'État de Bavière.
En 1873, Marie Haupt devient le soprano principal au théâtre de la Cour de Cassel où elle est restée jusqu'à 1877. Elle y excelle dans le répertoire de soprano colorature, dans des rôles tels que Ännchen dans Der Freischütz, Elvira dans I Puritani, Frau Fluth dans Die lustigen Weiber von Windsor, et Marie dans La Fille du régiment. Elle chante également quelques rôles de mezzo-soprano comme Urbain dans Les Huguenots et Vénus dans Tannhäuser. Après avoir épousé le célèbre ténor wagnérien Georg Unger (1837-1887), elle se produit sur scène sous le nom de Marie Unger-Haupt.
La participation de Marie Haupt dans la première représentation de la Tétralogie complète au Festival de Bayreuth en 1876 marque l'apogée de sa carrière. C'est la première fois que le troisième opéra du Ring, Siegfried, est représenté. Elle y crée le rôle du Stimme des Waldvogels (l'oiseau de la forêt) le 16 août 1876. Elle chante également les rôles de Freia dans Rheingold et Gerhilde dans Die Walküre les 13 et 14 août, 1876.
De 1877 jusqu'à sa retraite de la scène en 1880, Marie Haupt se produit à l'opéra de Mayence. Elle meurt à Leipzig à l'âge de 79 ans.